# Cacodrotus
Cacodrotus is een kevergeslacht uit de familie van de boktorren (Cerambycidae). De wetenschappelijke naam van het geslacht werd voor het eerst geldig gepubliceerd in 1893 door Broun.

## Soorten
Cacodrotus is monotypisch en omvat slechts de volgende soort:
- Cacodrotus bifasciatus Broun, 1893